# Vincent Niclo

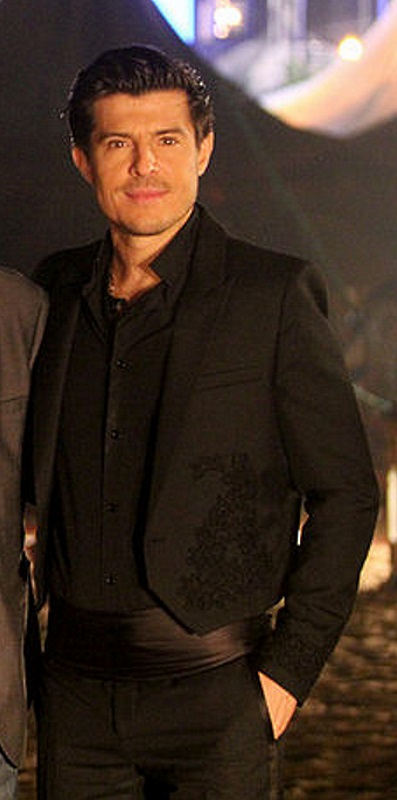
Vincent Niclo, 2011

Vincent Niclo (* 6. Januar 1975 in Paris) ist ein französischer Sänger (Tenor) und Schauspieler.

## Leben
Vincent Niclo ist der Sohn des Musikers Claude Niclo. Er absolvierte eine Ausbildung für Modern Dance.
Niclo hatte kleinere Auftritte in französischen Soap-Operas wie Sous le soleil, Extrême Limite oder Nestor Burma sowie verschiedene Musicalauftritte u. a. in Titanic, Tristan und Isolde, Romeo und Julia, Vom Winde verweht und West Side Story. 2006 veröffentlichte er in geringer Auflage sein Album Un Nom sur mon Visage, ein verzeichenbaren Erfolg blieb jedoch aus. 2012 erschien das Album Opera Rouge, das zusammen mit dem Chor der Roten Armee nach einem Besuch in Moskau aufgenommen wurde. In Deutschland ist dieses Album unter dem Namen O Fortuna bekannt. 2013 folgte die Veröffentlichung des Albums Luis in Frankreich, Belgien und der Schweiz.
In Deutschland trat Niclo erstmals 2013 zusammen mit dem Red Army Choir für verschiedene TV-Auftritte auf, unter anderem in einer Weihnachtsshow für Helene Fischer. Hinzu kam im Dezember 2013 die Vorprogrammgestaltung von Céline Dions Shows in Paris und Brüssel/Belgien. Im Jahr 2014 hatte Niclo an zwei Musicalengagement in La Belle et la Bete als Biest am Theater Mogador sowie in Les Parapluies de Cherbourg in der Rolle des Guy am Théâtre du Châtelet.
2014 startete seine Konzerttour durch Frankreich, Belgien und die Schweiz unter dem Namen Premier Rendevouz, welche im Herbst fortgesetzt wurde. Im Dezember 2014 veröffentlichte er das Album Ce que je suis ausschließlich für den Französisch sprechenden Raum (Frankreich, Belgien und Schweiz).
2015 beendete Vincent Niclo seine Konzerttour und trat erneut als Guy in „Les parapluies de Cherbourg“ auf. Ebenfalls 2015 nahm er an der sechsten Staffel der französischen Tanzshow Danse avec les stars teil.

## Diskografie

### Alben
| Jahr | Titel                                               | Höchstplatzierung, Gesamtwochen, AuszeichnungChartplatzierungen (Jahr, Titel, Platzierungen, Wochen, Auszeichnungen, Anmerkungen) | Höchstplatzierung, Gesamtwochen, AuszeichnungChartplatzierungen (Jahr, Titel, Platzierungen, Wochen, Auszeichnungen, Anmerkungen) | Höchstplatzierung, Gesamtwochen, AuszeichnungChartplatzierungen (Jahr, Titel, Platzierungen, Wochen, Auszeichnungen, Anmerkungen) | Höchstplatzierung, Gesamtwochen, AuszeichnungChartplatzierungen (Jahr, Titel, Platzierungen, Wochen, Auszeichnungen, Anmerkungen) | Höchstplatzierung, Gesamtwochen, AuszeichnungChartplatzierungen (Jahr, Titel, Platzierungen, Wochen, Auszeichnungen, Anmerkungen) | Anmerkungen                                                              |
| Jahr | Titel                                               | FR | BEW | DE | AT | CH | Anmerkungen                                                              |
| ---- | --------------------------------------------------- | --- | --- | --- | --- | --- | ------------------------------------------------------------------------ |
| 2005 | Un nom sur mon visage                               | FR142 (2 Wo.)FR | — | — | — | — | Erstveröffentlichung: April 2005                                         |
| 2012 | Opéra rouge                                         | FR4 ×2Doppelplatin · (83 Wo.)FR                                                                                                   | BEW8 (87 Wo.)BEW | — | — | — | Erstveröffentlichung: 24. September 2012 mit Les Chœurs de l’Armée Rouge |
| 2013 | Luis                                                | FR3 ×2Doppelplatin · (68 Wo.)FR                                                                                                   | BEW7 (70 Wo.)BEW | — | — | — |                                                                          |
| 2013 | O Fortuna                                           | — | — | DE69 (4 Wo.)DE | AT27 (5 Wo.)AT | — | mit The Red Army Choir                                                   |
| 2014 | Ce que je suis                                      | FR11 Platin · (55 Wo.)FR | BEW7 (39 Wo.)BEW | — | — | CH36 (6 Wo.)CH | Erstveröffentlichung: 8. Dezember 2014                                   |
| 2015 | Vincent Niclo au Châtelet: Premier rendez-vous live | FR26 ×3Dreifachplatin · (10 Wo.)FR                                                                                                | BEW10 (51 Wo.)BEW | — | — | — | Erstveröffentlichung: 27. November 2015                                  |
| 2016 | 5.Ø                                                 | FR3 Platin · (26 Wo.)FR | BEW4 (43 Wo.)BEW | — | — | CH31 (4 Wo.)CH | Erstveröffentlichung: 23. September 2016                                 |
| 2018 | Tango                                               | FR13 Gold · (20 Wo.)FR | BEW10 (34 Wo.)BEW | — | — | CH45 (2 Wo.)CH | Erstveröffentlichung: 21. September 2018                                 |
| 2019 | Tenor                                               | FR16 Gold · (16 Wo.)FR | BEW7 (19 Wo.)BEW | — | — | — | Erstveröffentlichung: 22. November 2019                                  |
| 2020 | Esperanto                                           | FR6 Platin · (27 Wo.)FR | BEW10 (33 Wo.)BEW | — | — | CH56 (5 Wo.)CH | Erstveröffentlichung: 27. November 2020 mit Les Prêtres Orthodoxes       |
| 2021 | 10 ans déjà                                         | FR29 (13 Wo.)FR | BEW10 (18 Wo.)BEW | — | — | — | Erstveröffentlichung: 26. November 2021                                  |
| 2023 | Opéra celte                                         | FR3 (20 Wo.)FR | BEW5 (17 Wo.)BEW | — | — | CH73 (1 Wo.)CH | Erstveröffentlichung: 31. März 2023                                      |
| 2024 | Bel canto                                           | FR48 (8 Wo.)FR | BEW22 (12 Wo.)BEW | — | — | — | Erstveröffentlichung: 22. November 2024                                  |

Weitere Alben
- 2016: Romantique

### Singles
| Jahr | Titel Album                          | Höchstplatzierung, Gesamtwochen, AuszeichnungChartsChartplatzierungen (Jahr, Titel, Album, Platzierungen, Wochen, Auszeichnungen, Anmerkungen) | Anmerkungen                        |
| Jahr | Titel Album                          | FR | Anmerkungen                        |
| ---- | ------------------------------------ | --- | ---------------------------------- |
| 2003 | Libres –                             | FR87 (5 Wo.)FR | mit Laura Presgurvic               |
| 2005 | Si le temps Un nom sur mon visage    | FR58 (4 Wo.)FR |                                    |
| 2006 | À force de toi Un nom sur mon visage | FR74 (5 Wo.)FR |                                    |
| 2007 | Toute la place –                     | FR26 (11 Wo.)FR |                                    |
| 2012 | Ameno Opéra rouge                    | FR87 (14 Wo.)FR | mit Les Chœurs de l’Armée Rouge    |
| 2013 | Besame mucho Luis                    | FR182 (1 Wo.)FR |                                    |
| 2014 | Jusqu’à l’ivresse Ce que je suis     | FR156 (1 Wo.)FR |                                    |
| 2015 | Pour une fois Ce que je suis         | FR167 (2 Wo.)FR | mit Anggun                         |
| 2016 | Je ne sais pas 5.O                   | FR83 (5 Wo.)FR | Erstveröffentlichung: 27. Mai 2016 |
| 2018 | Mi amor (Libertango) Tango           | FR133 (1 Wo.)FR |                                    |